# Buczacz (gmina)
Gmina Buczacz – dawna gmina wiejska funkcjonująca w latach 1941–1944 pod okupacją niemiecką w Polsce. Siedzibą gminy był Buczacz, który stanowił odrębną gminę miejską.
Gmina Buczacz została utworzona przez władze hitlerowskie z terenów okupowanych przez ZSRR w latach 1939–1941, z części zniesionych gmin: Podzameczek (gromady Dźwinogród, Mеdwedowce, Nagórzanka, Nowostawce, Pilawa i Podzameczek), Zubrzec (gromady Leszczańce, Soroki i Żyznomierz) i Jezierzany (gromady Rukomysz i Żurawińce), należących przed wojną do powiatu buczackiego w woj. tarnopolskiem. Gmina weszła w skład powiatu czortkowskiego (Kreishauptmannschaft Czortków), należącego do dystryktu Galicja w Generalnym Gubernatorstwie. W skład gminy wchodziło 12 gromad: Dźwinogród, Leszczańce, Medwedowce, Nagórzanka, Nowostawce, Pilawa, Podzameczek, Rukomysz, Soroki, Wojciechówka, Żurawińce i Żyźnomierz.
Po wojnie obszar gminy wszedł w struktury administracyjne ZSRR.